# Beneden-Haastrecht
Beneden-Haastrecht (52° 00′ N, 4° 45′ L) é uma cidade dos Países Baixos, na província de Holanda do Sul. Beneden-Haastrecht pertence ao município de Krimpenerwaard, e está situada a 3 km sudeste de Gouda.
A área de Beneden-Haastrecht, que também inclui as partes periféricas da cidade, bem como a zona rural circundante, tem uma população estimada em 110 habitantes.